# Lục Quán Bang
Luk Koon Pong (tiếng Trung: 陸冠邦; Việt bính: luk6 gun3 bong1; sinh ngày 1 tháng 8 năm 1978 ở Hồng Kông) là một cầu thủ bóng đá người Hồng Kông thi đấu cho Happy Valley.

## Danh hiệu
With Orient & Yee Hope Union
- Hồng Kông Senior Shield: 2000–01

With South China
- Hồng Kông Senior Shield: 2001–02, 2002–03
- Cúp Liên đoàn bóng đá Hồng Kông: 2001–02

With Kitchee
- Cúp Liên đoàn bóng đá Hồng Kông: 2006–07